# Ugo Fini
Ugo Fini (1894) è stato un calciatore italiano, di ruolo difensore.

## Carriera
Dal 1912 al 1921 disputa 26 partite con la maglia del Bologna.
Successivamente passa alla SPAL con cui disputa 51 gare nei campionati di Prima Divisione 1922-1923, 1923-1924 e 1924-1925.